# Louis de Beaumont (Bischof)
Louis de Beaumont (auch Lewis de Beaumont) († 24. September 1333 in Brantingham, East Riding of Yorkshire) war ein Bischof des englischen Bistums Durham.

## Herkunft
Lewis de Beaumont entstammte der Familie Beaumont, einer Nebenlinie der Familie Brienne, einer angesehenen Familie des französischen Adels. Er war der dritte Sohn von Louis de Brienne und von dessen Frau Agnès, der Erbin der Vizegrafschaft Beaumont. Damit war er ein Enkel von Johann von Brienne, dem zeitweiligen König von Jerusalem und von dessen dritter Frau Berengaria von León. Louis war ein Cousin der englischen Königinnen Eleonore von Kastilien und Isabelle de France. Sein älterer Bruder Henry de Beaumont siedelte nach England über und begründete eine englische Linie der Familie Beaumont, während seine Schwester Isabel den englischen Adligen John de Vescy heiratete. Sowohl Henry wie auch Isabel gehörten zum Hof von König Eduard II. Die Adelsopposition gegen den König forderte nach den Ordinances von 1311 ihre Entfernung vom Königshof.

## Laufbahn als Geistlicher
Vermutlich kam Louis vor 1285 nach England. In diesem Jahr wurde er Kanoniker in York. 1291 war er Schatzmeister der Kathedrale von Salisbury. Bis 1308 erhielt er weitere Kanonikerstellen an der Kathedrale von Wells, in Auckland und in Norton im Bistum Durham, aber auch im französischen Le Mans. Nach dem Tod von Bischof Richard Kellaw am 9. Oktober 1316 kam es im Bistum Durham zu einer umstrittenen Wahl eines neuen Bischofs. Die Mönche des Kathedralpriorats wählten Henry Stamford, den Prior von Finchale, während der König die Wahl seines Hofbeamten Thomas Charlton wünschte. Thomas of Lancaster, der Führer der Adelsopposition gegen den König, wollte seinen Einfluss in Nordostengland vergrößern und unterstützte zusammen mit Humphrey de Bohun, 4. Earl of Hereford zunächst John Kynardsey und später John Walwayn, während Königin Isabelle ihren Cousin Louis de Beaumont als Kandidaten vorschlug. Der König wollte vielleicht schon die Wahl des Konvents akzeptieren, doch unter dem Einfluss seiner Frau überließ er schließlich Papst Johannes XXII. die Entscheidung. Dieser verwarf die Wahl des Konvents und ernannte am 9. Februar 1317 Louis de Beaumont zum Bischof. Damit war er der einzige englische Bischof seiner Zeit, der dem Hochadel entstammte, und einer der beiden aus dem Ausland stammenden Bischöfe in der ersten Hälfte des 14. Jahrhunderts.

## Beaumont als Bischof von Durham

### Entführung vor der Bischofsweihe
Beaumont wurden am 4. Mai die Temporalien übergeben, doch seine Weihe zum Bischof wurde durch dramatische Umstände verzögert. Im Sommer 1317 sollten zwei päpstliche Legaten, die Kardinäle Luca Fieschi und Gauscelin de Jean einen Frieden zwischen England und Schottland aushandeln, um den schon lange währenden Krieg um die Unabhängigkeit Schottlands zu beenden. Beaumont hatte vor, sich von ihnen am 4. September, dem Festtag der Überführung der Gebeine des heiligen Cuthbert von Lindisfarne, des Patrons von Northumbria, zum Bischof weihen zu lassen. Als er zusammen mit den beiden Kardinallegaten und in Begleitung seines Bruders Henry de Beaumont, der Hüter der Scottish Marches war und während der Sedisvakanz die Temporalien des Bistums Durham verwaltet hatte, nach Durham reiste, wurde er am 1. September bei Rushyford nördlich von Darlington von Bewaffneten unter Führung von Gilbert Middleton, einem Ritter des königlichen Haushalts, überfallen. Die beiden Beaumont-Brüder wurden in Mitford Castle gefangen gehalten und erst nach Zahlung eines Lösegelds freigelassen. Die beiden Kardinäle wurden ausgeraubt, durften aber nach Durham weiterreisen. Dazu plünderte Middleton die Umgebung von Durham und belagerte Alnwick Castle und Tynemouth Priory. Erst durch eine List konnte Mitford Castle erobert und Middleton gefangen genommen werden. Er wurde nach London gebracht, vor Gericht des Landesverrats angeklagt und nach seiner Verurteilung in Anwesenheit der beiden Kardinäle hingerichtet. Mehrere Mitglieder von Middletons Bande gehörten wenig später zum Gefolge des Earl of Lancaster, dessen Beteiligung an dem Zwischenfall nie nachgewiesen wurde. Beaumont wurde schließlich am 26. März 1318 in Westminster Abbey zum Bischof geweiht.

### Verteidigung gegen die Schotten und Verhältnis zum Königshof
Beaumont wurde Bischof zu einer Zeit, als Nordengland in Folge des Krieges mit Schottland häufig von schottischen Überfällen heimgesucht wurde. Der Bischof von Durham hatte traditionell erhebliche Bedeutung für die Verteidigung Nordenglands, doch das Gebiet der Diözese wurde relativ selten überfallen, nur Hartlepool wurde 1315 geplündert und 1317 wurden große Teile der Ernte von den Schotten zerstört. Damit die Schotten das Gebiet des Bistums verschonten, zahlten die Bischöfe zwischen 1311 und 1327 achtmal ein Lösegeld an die Schotten. Dabei sollen insgesamt zwischen £ 4266 und £ 5333 gezahlt worden sein. Noch vor seiner Weihe wurde Beaumont am 30. Juli 1317 befohlen, Edmund FitzAlan, 9. Earl of Arundel, den damaligen Aufseher der Scottish Marches, mit dem Aufgebot des Bistums bei der Verteidigung gegen die Schotten zu unterstützen. In den nächsten Jahren wiederholten sich diese Aufforderungen, bis der König am 10. Februar 1323 Beaumont scharf der Pflichtverletzung und des Versagens beschuldigte und ihn für das Leid der Bevölkerung verantwortlich machte.
Nach dem Sturz von Thomas of Lancaster im Februar 1322 und der Beschlagnahmung der Ländereien von ihm und seinen Anhängern versuchte Beaumont, das Regalienrecht über die Ländereien zu beanspruchen, die innerhalb seines Bistums lagen. Sein Anspruch auf Silksworth wurde abgewiesen, doch König Eduard III. bestätigte ihm schließlich den Besitz von Felling, das er seinem Gefolgsmann Thomas Surtees übertragen konnte. Als im September 1326 Königin Isabelle mit einem kleinen Heer in Südostengland landete, um die Herrschaft von Eduard II. zu stürzen, unterstützte Beaumont rasch seine frühere Gönnerin. Er nahm 1327 an der Krönung von Eduard III. teil und versuchte in der Folge, weitere bischöfliche Vorrechte zurückzuerlangen, die seine Vorgänger verloren hatten. Tatsächlich erhielt er 1327 Privilegien für seine Besitzungen zwischen dem Tyne und dem Tees, doch in der Folge fiel er bei Königin Isabelle und ihrem Günstling Roger Mortimer, die anstelle des minderjährigen Königs die tatsächliche Macht ausübten, in Ungnade.

### Wirken als Bischof im Bistum Durham
Beaumont wurde von mehreren Chronisten nur eine mittelmäßige Bildung bescheinigt, dazu galt er als habgierig und verschwenderisch. Als Bischof führte er eine Reihe von erbitterten Streitereien mit den Mönchen des Kathedralkapitels. Zuerst verlangte er, dass der Prior Geoffrey Burdon für einen Kredit in Höhe von £ 3000 bürgte. Anschließend wollte er Burdon als Prior ablösen. Um dies zu erreichen, führte er 1322 eine Visitation durch, nach der er verschiedene Beschuldigungen gegen den Prior erhob, so dass dieser am 25. Januar 1323 von seinem Amt zurücktrat. Die Mönche wählten William Gisburn zum neuen Prior, der jedoch nach einer Woche Bedenkzeit auf das Amt verzichtete. Danach wählten die Mönche William Couton, der am 3. Mai 1323 von Beaumont in sein Amt eingesetzt wurde. Nun brach jedoch ein offener Streit über die rechtlichen Zuständigkeiten des Priors aus, der 1319 zwischen Prior Burdon und Archidiakon Thomas Goldsborough begonnen worden war. Beaumont stellte sich auf die Seite des Archidiakons und soll in einem Brief an den Papst die Mönche beschuldigt haben, weder dem Bischof noch dem Archidiakon zu gehorchen. Er drohte den Mönchen, ihre Pfründen zu beschlagnahmen, musste jedoch 1325 nachgeben und die Rechte des Kathedralkonvents bestätigen.
Einen ähnlichen Streit führte Beaumont ab 1328 mit Erzbischof William Melton von York. Beaumont beanspruchte die volle Verfügung über Kirchen in Allertonshire, worauf es sogar zu gewalttätigen Auseinandersetzungen mit Gefolgsleuten des Erzbischofs von York kam. Schließlich konnte ein Kompromiss geschlossen werden, nach dem die Kirche von Leake im North Riding of Yorkshire dem Bischof von Durham unterstellt wurde, das Kathedralkapitel und der Erzbischof von York jedoch weiterhin Einkünfte aus Leake beziehen konnten. Auch die rechtliche Stellung des Priors von Durham im Archidiakonat von Northumberland wurde 1331 in einem Ausgleich von Beaumont anerkannt. 1328 machte Beaumont eine erneute Visitation des Kathedralpriorats von Durham, wo er drei Amtsträger entlassen wollte. Prior Couton erhob dagegen Einwände, doch obwohl Beaumont keine ernsthaften Beschuldigungen vorbringen konnte, legten die drei ihre Ämter nieder. Anschließend wollte Beaumont die dem Kathedralpriorat unterstellten Kirchen besuchen, verzichtete jedoch darauf, als ihm das Kathedralpriorat 100 Mark zahlte.
Er wurde am 6. Oktober 1333 vor dem Hochaltar der Kathedrale von Durham begraben.